# 馬吉
馬吉（Maji）是埃塞俄比亞南部南方各族州本奇馬吉地區的小鎮，位於博馬高原，座標6°12′N 35°35′E / 6.200°N 35.583°E，海拔2,104米至2,430米。鎮內有飛場、電話和郵政服務。根據埃塞俄比亞中央統計局2005年人口普查的資料，馬吉人口約2,930，其中男性1,302人，女性1,628人。